# Tradiții (film)
Tradiții este un film românesc din 1967 regizat de Jean Petrovici.